# Шведенко Микола Миколайович
Мико́ла Микола́йович Шведе́нко (нар. 21 червня 1955, село Миколаївка, Овідіопольський район, Одеська область) — український політик. Колишній народний депутат України. Член політвиконкому НДП (з грудня 2002), член Політради НДП (з грудня 2002).

## Освіта
- Білгород-Дністровський морський рибопромисловий технікум, технік-механік промислового рибальства.
- Українська сільськогосподарська академія (1988), економіст-організатор сільськогосподарського виробництва.

## Трудова діяльність
- Вересень 1972 — червень 1973 — учень філії Одеської школи водіїв, місто Чорноморськ.
- Вересень 1973 — квітень 1976 — учень Білгород-Дністровського морського рибопромислового технікуму.
- Квітень 1976 — січень 1977 — старший інженер Київського виробничного рибкомбінату.
- Січень 1977 — листопад 1978 — заступник голови Ржищівського рибколгоспу.
- Листопад 1978 — червень 1979 — служба в армії.
- Червень 1979 — березень 1982 — заступник голови Ржищівського рибколгоспу.
- Квітень 1982 — липень 1984 — голова Переяслав-Хмельницького рибколгоспу «Перемога».
- Липень 1984 — лютий 1993 — директор Ворошиловгрського облрибкомбінату, смт Станично-Луганське.
- Березень 1990 — березень 1991 — голова Станично-Луганської райради народних депутатів.
- Лютий 1993 — листопад 1994 — генеральний директор об'єднання «Укррибгосп».
- Листопад 1994 — липень 1997 — Міністр рибного господарства України.
- Липень 1997 — березень 2000 — Голова Державного комітет рибного господарства України.
- Березень 2000 — квітень 2002 — голова Державного департаменту рибного господарства.
- 9 липня 2008 — 1 березня 2010 — Голова Державного комітету рибного господарства України.

Народний депутат України 1-го скликання з 15 травня 1990 до 10 травня 1994 за Станично-Луганським виборчім округом № 72 Луганської області. Член Комісії з питань соціальної політики та праці. На час виборів: директор Луганського обласного виробничого рибкомбінату.
Народний депутат України 4-го скликання з 14 травня 2002 до 25 травня 2006 за виборчім округом № 138 Одеської області, самовисування. «За» 19.44 %, 15 суперників. На час виборів: голова департаменту Державного комітету рибного господарства України, безпартійний. Член фракції «Єдина Україна» (травень — червень 2002), уповноважений представник фракції НДП (червень 2002— травень 2004), уповноважений представник фракції НДП та ПППУ (травень— грудень 2004), член фракції «Трудова Україна» та НДП (грудень 2004— лютий 2005), уповноважений представник фракції НДП та групи «Республіка» (лютий— квітень 2005), позафракційний (квітень— вересень 2005), уповноважений представник фракції НДП і партії «Трудова Україна» (вересень— жовтень 2005). Член Комітету з питань бюджету (з червня 2002).

## Родина
Батько Микола Іванович (1933) і мати Олена Федорівна (1932)— пенсіонери.
Дружина Любов Володимирівна (1955) 
Дочки Олена (1978) і Наталка (1979).
Син Шведенко Микола (2009)

## Нагороди
1. Орден «За заслуги» III (липень 1999), II ступенів (липень 2004).
2. Почесна грамота Кабінету Міністрів України (грудень 2003).